# Lucas Beraldo
Pour les articles homonymes, voir Beraldo.
Lucas Lopes Beraldo, né le 24 novembre 2003 à Piracicaba au Brésil, est un footballeur international brésilien qui évolue au poste de défenseur central au Paris Saint-Germain.

## Biographie

### En club

#### Débuts et formation
Né à Piracicaba au Brésil, Beraldo joue pour l'União Barbarense et le XV de Piracicaba avant de rejoindre le São Paulo FC, où il poursuit sa formation. Il devient un joueur clé de l'équipe U17 du club, avec laquelle il remporte notamment la Copa do Brasil et la Supercopa dans cette catégorie.
Il est notamment observé en 2021 par l'entraîneur de l'équipe première, Hernán Crespo, qui recherche un joueur de son profil : défenseur central gaucher.

#### Passage chez les professionnels au São Paulo FC (2022-2023)
C'est finalement Rogério Ceni, successeur de Crespo, qui donne sa chance à Beraldo. Le jeune défenseur fait sa première apparition en professionnel à l'occasion d'une rencontre de Copa Sudamericana contre les Péruviens de l'Ayacucho FC le 25 mai 2022. Il est directement titularisé et son équipe l'emporte par un but à zéro,. Beraldo joue son premier match de première division brésilienne le 21 juillet 2022, face au SC Internacional. Il est titularisé et les deux équipes se neutralisent (3-3 score final).
Profitant de l'absence sur blessures de plusieurs joueurs dans le secteur défensif, Beraldo s'impose à 19 ans en équipe première à partir de 2023. Révélation du début de saison 2023 dans le championnat brésilien, le défenseur est vu selon plusieurs médias comme l'un des grands espoirs brésiliens, qui lui prédisent un grand avenir.

#### Paris Saint-Germain (depuis 2024)
Le 1er janvier 2024, Beraldo rejoint le Paris Saint-Germain dans le cadre d'un transfert estimé à 20 millions d'euros où il paraphe un contrat courant jusqu'en juin 2028,.
Le 3 janvier suivant, il fait sa première apparition sous le maillot parisien en remplaçant Milan Škriniar à la 71e minute de jeu à l'occasion du Trophée des champions, qu'il remporte avec son nouveau club.
Beraldo marque son premier but pour le PSG le 13 mars 2024, à l'occasion d'une rencontre de coupe de France face à l'OGC Nice. Titulaire, il participe à la victoire de son équipe par trois buts à un,.

### En sélection
Lucas Beraldo est convoqué pour la première fois avec l'équipe du Brésil des moins de 20 ans en mai 2022, jouant trois matchs cette année-là avec cette sélection.
Le 1er mars 2024, Lucas Beraldo est convoqué pour la première fois avec l'équipe nationale du Brésil par le sélectionneur Dorival Júnior,. Le 10 mai 2024, il figure dans la liste des joueurs retenus par Dorival Júnior pour participer à la Copa América 2024.

## Statistiques
| Saison                | Club                  | Championnat           | Championnat | Championnat | Championnat | Coupe(s) nationale(s) | Coupe(s) nationale(s) | Coupe(s) nationale(s) | Supercoupe | Supercoupe | Supercoupe | Compétition(s) continentale(s) | Compétition(s) continentale(s) | Compétition(s) continentale(s) | Compétition(s) continentale(s) | Championnat Paulista | Championnat Paulista | Championnat Paulista | Coupe du monde des clubs | Coupe du monde des clubs | Coupe du monde des clubs | Total | Total | Total |
| Saison                | Club                  | Division              | M.          | B.          | P.d.        | M.                    | B.                    | P.d.                  | M.         | B.         | P.d.       | Comp.                          | M.                             | B.                             | P.d.                           | M.                   | B.                   | P.d.                 | M.                       | B.                       | P.d.                     | M.    | B.    | P.d.  |
| 2022                  | São Paulo FC          | Série A               | 3           | 0           | 0           | -                     | -                     | -                     | -          | -          | -          | CS                             | 1                              | 0                              | 0                              | -                    | -                    | -                    | -                        | -                        | -                        | 4     | 0     | 0     |
| 2023                  | São Paulo FC          | Série A               | 24          | 1           | 0           | 8                     | 0                     | 0                     | -          | -          | -          | CS                             | 7                              | 0                              | 0                              | 9                    | 0                    | 0                    | -                        | -                        | -                        | 48    | 1     | 0     |
| Sous-total            | Sous-total            | Sous-total            | 27          | 1           | 0           | 8                     | 0                     | 0                     | -          | -          | -          | -                              | 8                              | 0                              | 0                              | 9                    | 0                    | 0                    | -                        | -                        | -                        | 52    | 1     | 0     |
| 2023-2024             | Paris Saint-Germain   | Ligue 1               | 13          | 1           | 0           | 5                     | 1                     | 0                     | 1          | 0          | 0          | C1                             | 5                              | 0                              | 0                              | -                    | -                    | -                    | -                        | -                        | -                        | 24    | 2     | 0     |
| 2024-2025             | Paris Saint-Germain   | Ligue 1               | 25          | 1           | 0           | 4                     | 0                     | 0                     | -          | -          | -          | C1                             | 4                              | 0                              | 0                              | -                    | -                    | -                    | 5                        | 0                        | 0                        | 38    | 1     | 0     |
| Sous-total            | Sous-total            | Sous-total            | 38          | 2           | 0           | 9                     | 1                     | 0                     | 1          | 0          | 0          | -                              | 9                              | 0                              | 0                              | -                    | -                    | -                    | 5                        | 0                        | 0                        | 62    | 3     | 0     |
| Total sur la carrière | Total sur la carrière | Total sur la carrière | 65          | 3           | 0           | 17                    | 1                     | 0                     | 1          | 0          | 0          | -                              | 17                             | 0                              | 0                              | 9                    | 0                    | 0                    | 5                        | 0                        | 0                        | 114   | 4     | 0     |

### En sélection nationale
| Saison                | Sélection             | Phases finales        | Phases finales | Phases finales | Phases finales | Éliminatoires CDM | Éliminatoires CDM | Éliminatoires CDM | Matchs amicaux | Matchs amicaux | Matchs amicaux | Total | Total | Total |
| Saison                | Sélection             | Compétition           | M              | B              | Pd             | M                 | B                 | Pd                | M              | B              | Pd             | M     | B     | Pd    |
| --------------------- | --------------------- | --------------------- | -------------- | -------------- | -------------- | ----------------- | ----------------- | ----------------- | -------------- | -------------- | -------------- | ----- | ----- | ----- |
| 2023-2024             | Brésil                | Copa América 2024     | 0              | 0              | 0              | -                 | -                 | -                 | 3              | 0              | 0              | 3     | 0     | 0     |
| Total sur la carrière | Total sur la carrière | Total sur la carrière | 0              | 0              | 0              | -                 | -                 | -                 | 3              | 0              | 0              | 3     | 0     | 0     |

| Détails des matchs internationaux de Lucas Beraldo | Détails des matchs internationaux de Lucas Beraldo | Détails des matchs internationaux de Lucas Beraldo | Détails des matchs internationaux de Lucas Beraldo | Détails des matchs internationaux de Lucas Beraldo | Détails des matchs internationaux de Lucas Beraldo | Détails des matchs internationaux de Lucas Beraldo | Détails des matchs internationaux de Lucas Beraldo | Détails des matchs internationaux de Lucas Beraldo |
| N°                                                 | Date                                               | Lieu                                               | Adversaire                                         | Score                                              | Compétition                                        | Statut                                             | Performances                                       | Performances                                       |
| N°                                                 | Date                                               | Lieu                                               | Adversaire                                         | Score                                              | Compétition                                        | Statut                                             | But(s)                                             | Passe(s)                                           |
| -------------------------------------------------- | -------------------------------------------------- | -------------------------------------------------- | -------------------------------------------------- | -------------------------------------------------- | -------------------------------------------------- | -------------------------------------------------- | -------------------------------------------------- | -------------------------------------------------- |
| 1                                                  | 23 mars 2024                                       | Stade de Wembley, Londres (Angleterre)             | Angleterre                                         | 0 - 1 (source)                                     | Amical international                               | Titulaire                                          |                                                    |                                                    |
| 2                                                  | 26 mars 2024                                       | Stade Santiago-Bernabéu, Madrid (Espagne)          | Espagne                                            | 3 - 3 (source)                                     | Amical international                               | Titulaire                                          |                                                    |                                                    |

## Palmarès

### En club
| São Paulo FC (1)                            | Paris Saint-Germain (8) |
| ------------------------------------------- | --- |
| - Coupe du Brésil (1) : - Vainqueur en 2023 | - Ligue des champions (1) : - Vainqueur en 2025 - Supercoupe de l'UEFA (1) : - Vainqueur : 2025 - Trophée des champions (2) : - Vainqueur en 2023 et 2024 - Championnat de France (2) : - Champion en 2024 et 2025 - Coupe de France (2) : - Vainqueur en 2024 et 2025 - Coupe du monde des clubs : - Finaliste en 2025 |